# Torneo Clausura 2000 (Guatemala)
El Torneo Clausura  fue el segundo torneo corto el fútbol guatemalteco de la Liga Nacional de Fútbol de Guatemala y el primer torneo del milenio en el fútbol guatemalteco.

## Equipos participantes
| Club                                   | Ciudad                    | Departamento  | Estadio                        | Capacidad |
| -------------------------------------- | ------------------------- | ------------- | ------------------------------ | --------- |
| Antigua GFC                            | Antigua Guatemala         | Sacatepéquez  | Estadio Pensativo              | 9.000     |
| Aurora Fútbol Club                     | Ciudad de Guatemala       | Guatemala     | Estadio del Ejército           | 13.300    |
| Azucareros Cotzumalguapa               | Santa Lucía Cotzumalguapa | Escuintla     | Estadio Ricardo Muñoz Gálvez   | 10.000    |
| Club Social y Deportivo Carchá         | San Pedro Carchá          | Alta Verapaz  | Estadio Juan Ramón Ponce       | 3.000     |
| Club Social y Deportivo Comunicaciones | Ciudad de Guatemala       | Guatemala     | Estadio Cementos Progreso      | 17.000    |
| Club Social y Deportivo Municipal      | Ciudad de Guatemala       | Guatemala     | Estadio Manuel Felipe Carrera  | 25.000    |
| Club Social y Deportivo Suchitepéquez  | Mazatenango               | Suchitepéquez | Estadio Carlos Salazar Hijo    | 10.000    |
| Cobán Imperial                         | Cobán                     | Alta Verapaz  | Estadio José Ángel Rossi       | 15.000    |
| Deportivo Escuintla                    | Escuintla                 | Escuintla     | Estadio Armando Barillas       | 10.000    |
| Deportivo Sacachispas                  | Chiquimula                | Chiquimula    | Estadio Las Victorias          | 9.000     |
| Deportivo Zacapa                       | Zacapa                    | Zacapa        | Estadio David Ordóñez Bardales | 10.000    |
| Universidad de San Carlos              | Ciudad de Guatemala       | Guatemala     | Estadio Revolución             | 10.000    |

### Equipos por Departamento
| Departamento  | N.º | Equipos                                 |
| ------------- | --- | --------------------------------------- |
| Guatemala     | 4   | Aurora, Comunicaciones, Municipal, USAC |
| Alta Verapaz  | 2   | Carchá, Cobán                           |
| Escuintla     | 2   | Azucareros, Escuintla                   |
| Chiquimula    | 1   | Sacachispas                             |
| Sacatepéquez  | 1   | Antigua GFC                             |
| Suchitepéquez | 1   | Suchitepéquez                           |
| Zacapa        | 1   | Zacapa                                  |

## Fase de clasificación
|  | Pos. | Equipos        | PJ | PG | PE | PP | GF | GC | Dif. | PTS | Clasificación    |
|  | ---- | -------------- | -- | -- | -- | -- | -- | -- | ---- | --- | ---------------- |
|  | 1º   | Comunicaciones | 22 | 15 | 4  | 3  | 49 | 21 | +28  | 49  | Cuartos de final |
|  | 2º   | Municipal      | 22 | 13 | 7  | 2  | 47 | 28 | +19  | 46  | Cuartos de final |
|  | 3º   | Carchá         | 22 | 10 | 5  | 7  | 32 | 24 | +8   | 35  | Cuartos de final |
|  | 4º   | Cobán Imperial | 22 | 9  | 7  | 6  | 42 | 37 | +5   | 34  | Cuartos de final |
|  | 5º   | Aurora         | 22 | 10 | 4  | 8  | 31 | 29 | +2   | 34  | Cuartos de final |
|  | 6º   | Azucareros     | 22 | 7  | 6  | 9  | 24 | 32 | -8   | 27  | Cuartos de final |
|  | 7º   | Antigua GFC    | 22 | 7  | 6  | 9  | 30 | 27 | +3   | 27  | Cuartos de final |
|  | 8º   | Universidad SC | 22 | 7  | 6  | 9  | 34 | 38 | +4   | 27  | Cuartos de final |
|  | 9°   | Zacapa         | 22 | 5  | 11 | 6  | 27 | 30 | -3   | 26  |                  |
|  | 10º  | Sacachispas    | 22 | 6  | 5  | 11 | 24 | 32 | -8   | 23  |                  |
|  | 11°  | Suchitepéquez  | 22 | 4  | 5  | 13 | 23 | 42 | -19  | 17  |                  |
|  | 12°  | Escuintla      | 22 | 5  | 2  | 15 | 19 | 42 | -23  | 17  |                  |
|  |      |                |    |    |    |    |    |    |      |     |                  |

## Fase Final
|  | Cuartos de final | Cuartos de final | Cuartos de final | Cuartos de final | Cuartos de final |   |   | Semifinal      | Semifinal | Semifinal | Semifinal | Semifinal |  |   | Final          | Final | Final | Final | Final |  |
|  |                  |                  |                  |                  |                  |   |   |                |           |           |           |           |  |   |                |       |       |       |       |  |
|  |                  |                  |                  |                  |                  |   |   |                |           |           |           |           |  |   |                |       |       |       |       |  |
|  | 1                | Comunicaciones   | 1                | 3                | 4                |   |   |                |           |           |           |           |  |   |                |       |       |       |       |  |
|  | 1                | Comunicaciones   | 1                | 3                | 4                |   |   |                |           |           |           |           |  |   |                |       |       |       |       |  |
|  | 8                | Universidad      | 0                | 1                | 1                |   |   |                |           |           |           |           |  |   |                |       |       |       |       |  |
|  | 8                | Universidad      | 0                | 1                | 1                |   | 1 | Comunicaciones | 1         | 3         | 4         |           |  |   |                |       |       |       |       |  |
|  |                  |                  |                  |                  |                  |   | 1 | Comunicaciones | 1         | 3         | 4         |           |  |   |                |       |       |       |       |  |
|  |                  |                  | 6                | Azucareros       | 1                | 1 | 2 |                |           |           |           |           |  |   |                |       |       |       |       |  |
|  | 3                | Carchá           | 6                | Azucareros       | 1                | 1 | 2 | 0              | 0         | 0         |           |           |  |   |                |       |       |       |       |  |
|  | 3                | Carchá           |                  |                  |                  |   |   |                |           | 0         |           |           |  |   |                |       |       |       |       |  |
|  | 6                | Azucareros       | 1                | 1                | 2                |   |   |                |           |           |           |           |  |   |                |       |       |       |       |  |
|  | 6                | Azucareros       | 1                | 1                | 2                |   |   |                |           |           |           |           |  | 1 | Comunicaciones | 2     | 0     | 2     |       |  |
|  |                  |                  |                  |                  |                  |   |   |                |           |           |           |           |  | 1 | Comunicaciones | 2     | 0     | 2     |       |  |
|  |                  |                  | 2                | Municipal        | 1                | 2 | 3 |                |           |           |           |           |  |   |                |       |       |       |       |  |
|  | 2                | Municipal        | 2                | Municipal        | 1                | 2 | 3 | 2              | 3         | 5         |           |           |  |   |                |       |       |       |       |  |
|  | 2                | Municipal        |                  |                  |                  |   |   |                |           | 5         |           |           |  |   |                |       |       |       |       |  |
|  | 7                | Antigua GFC      | 0                | 0                | 0                |   |   |                |           |           |           |           |  |   |                |       |       |       |       |  |
|  | 7                | Antigua GFC      | 0                | 0                | 0                |   | 2 | Municipal      | 1         | 3         | 4         |           |  |   |                |       |       |       |       |  |
|  |                  |                  |                  |                  |                  |   | 2 | Municipal      | 1         | 3         | 4         |           |  |   |                |       |       |       |       |  |
|  |                  |                  | 4                | Cobán Imperial   | 1                | 1 | 2 |                |           |           |           |           |  |   |                |       |       |       |       |  |
|  | 4                | Cobán Imperial   | 4                | Cobán Imperial   | 1                | 1 | 2 | 3              | 5         | 8         |           |           |  |   |                |       |       |       |       |  |
|  | 4                | Cobán Imperial   |                  |                  |                  |   |   |                |           | 8         |           |           |  |   |                |       |       |       |       |  |
|  | 5                | Aurora           | 0                | 1                | 1                |   |   |                |           |           |           |           |  |   |                |       |       |       |       |  |
|  | 5                | Aurora           | 0                | 1                | 1                |   |   |                |           |           |           |           |  |   |                |       |       |       |       |  |
|  |                  |                  |                  |                  |                  |   |   |                |           |           |           |           |  |   |                |       |       |       |       |  |

| Campeón Clausura 2000 |
| Municipal 16º Título  |
| --------------------- |

## Tabla acumulada
|  | Pos. | Equipos        | PJ | PG | PE | PP | GF  | GC | Dif. | PTS | Clasificación               |
|  | ---- | -------------- | -- | -- | -- | -- | --- | -- | ---- | --- | --------------------------- |
|  | 1º   | Municipal      | 44 | 27 | 13 | 4  | 107 | 44 | +63  | 94  | Copa Interclubes UNCAF 2000 |
|  | 2º   | Comunicaciones | 44 | 29 | 6  | 9  | 92  | 41 | +51  | 93  | Copa Interclubes UNCAF 2000 |
|  | 3º   | Aurora         | 44 | 21 | 10 | 13 | 70  | 54 | +16  | 73  |                             |
|  | 4º   | Antigua GFC    | 44 | 16 | 15 | 13 | 59  | 53 | +6   | 63  |                             |
|  | 5º   | Cobán Imperial | 44 | 16 | 15 | 13 | 69  | 64 | +5   | 63  |                             |
|  | 6º   | Carchá         | 44 | 16 | 13 | 15 | 61  | 50 | +11  | 61  |                             |
|  | 7º   | Universidad SC | 44 | 16 | 12 | 16 | 71  | 70 | +1   | 60  |                             |
|  | 8º   | Azucareros     | 44 | 14 | 11 | 19 | 47  | 65 | -18  | 53  |                             |
|  | 9°   | Sacachispas    | 44 | 13 | 11 | 20 | 45  | 67 | -22  | 50  | Liguillas promocionales     |
|  | 10º  | Zacapa         | 44 | 8  | 18 | 18 | 45  | 72 | -27  | 42  | Liguillas promocionales     |
|  | 11°  | Escuintla      | 44 | 11 | 6  | 27 | 41  | 84 | -23  | 39  | Liguillas promocionales     |
|  | 12°  | Suchitepéquez  | 44 | 7  | 10 | 27 | 42  | 85 | -43  | 31  | Descenso                    |
|  |      |                |    |    |    |    |     |    |      |     |                             |

## Promocionales de Ascenso o Permanencia
| Local en la ida | Global | Local en la vuelta | Ida   | Vuelta | Resultado                              |
| --------------- | ------ | ------------------ | ----- | ------ | -------------------------------------- |
| Marquense       | 1 - 4  | Sacachispas        | 1 - 1 | 0 - 3  | Sacachispas permanece en Liga Nacional |
| Zacapa          | 3 - 2  | Juventud Retalteca | 3 - 0 | 0 - 2  | Zacapa desciende a Primera División    |
| Achuapa         | 3 - 2  | Escuintla          | 1 - 1 | 2 - 1  | Escuintla desciende a Primera División |